# Der Geburtstag der Infantin
Der Geburtstag der Infantin és una "dansa-pantomima" en un acte del compositor austríac Franz Schreker, basada en la novel·la d'Oscar Wilde L'aniversari de la infanta.

## Història
L'obra va ser encarregada per les germanes Elsa i Grete Wiesenthal, dues exaprenents de ballarina de l'⁣Òpera de la Cort de Viena. L'obra va ser composta en només deu dies i es va estrenar a Viena el 27 de juny de 1908 com a part de la Kunstschau organitzada pel grup d'artistes al voltant de Gustav Klimt. Va aportar a Schreker un ampli reconeixement i va conduir a l'oferta d'un contracte editorial amb Universal Edition. El compositor va revisar la partitura el 1910, afegint una escena addicional prop del principi («Die Infantin») i reescrivint l'escena final.

## Instrumentació
El ballet està compost per a una orquestra de cambra de dues flautes (segona doblant amb flautí), dos oboès, dos clarinets, dos fagots, dues trompes, dues trompetes, timbales, percussió, arpa i cordes.

## Suite de 1923
El 1923, Schreker va arranjar la música (ometent l'escena final) com una Suite per a gran orquestra que es va estrenar a Amsterdam el 23 d'octubre de 1923 per l'⁣Orquestra del Concertgebouw sota la direcció de Willem Mengelberg, a qui va dedicar la nova suite. Aquesta suite va servir més tard com a base per a un ballet completament nou titulat Spanisches Fest, que es va estrenar el 22 de gener de 1927 a l'⁣Òpera Estatal de Berlín amb una coreografia de Max Terpis.